# Derby (dostihy)
Derby je klasický rovinový dostih určený tříletým koním. Ve většině zemí testujících výkonnost anglických plnokrevníků v klasických dostizích je nejprestižnějším rovinovým dostihem. Délka dostihu je 1,5 míle (cca 2400 m). 

## Epsomské derby
Dostih, určený tříletým hřebcům a klisnám, se poprvé běžel v roce 1780 na anglickém dostihovém závodišti v Epsomu nedaleko Londýna. U zrodu dostihu stáli Edward Smith Stanley, 12. earl z Derby (1752–1834) a sir Thomas Charles Bunbury, 6. baronet Bunbury (1740–1821), známý jako sir Charles Bunbury, který byl pozdějším dlouholetým předsedou anglického Jockey Clubu. Vítězem prvního ročníku byl kůň Diomed (majitel i chovatel sir Charles Bunbury) pod jezdcem Samem Arnullem. Majitel každého koně, který se zúčastnil prvního ročníku, musel zaplatit 50 guinejí, celková výhra pak činila 1125 liber šterlinků. Do roku 1784 se běhalo na vzdálenost 1 míle (1609 m), od roku 1784 na 1,5 míle (něco přes 2400 m). Dostih je součástí britské klasické trojkoruny, do které patří ještě 2000 guinejí a St. Leger.
Oficiální název epsomského derby je The Derby Stakes, ovšem veřejnosti je dostih známý jako Epsom Derby. O názvu dostihu, který jako odborný termín převzaly také další sporty, přitom rozhodl hod mincí – stačilo málo a mohli jsme chodit třeba na „bunbury Sparta – Slavia“. Název derby se záhy rozšířil po celém světě. Dnes tento dostih pořádá kolem 200 zemí. Další země, které začaly derby pořádat, byly Francie (1863), Rakousko-Uhersko (1868), Německo (1869), Dánsko (1870); následovalo derby na území pozdějšího Polska (1874), americké Kentucky Derby (1875, v USA se běhá několik dostihů derby); dále Itálie (1884), Rusko (1866) a další. Na našem území se poprvé konalo derby v roce 1921 na závodišti ve Velké Chuchli a nese nyní název České derby. Své derby mají i klusáci, je ale určené pro čtyřleté koně.
Dostih se každoročně pořádá na závodišti v Epsomu (Epsom Downs Racecourse). Pouze třikrát, v letech 1915–1917, bylo kvůli první světové válce přeloženo do Newmarketu. Dostih se konal vždy první červnovou středu, od počátku 21. století vždy první červnovou sobotu.
První francouzský a zároveň zahraniční kůň, který porazil koně britské, byl Gladiateur s Harrym Grimshawem v roce 1865. Krom této „pomsty za Waterloo“ získal Gladiateur i ostatní části anglické Trojkoruny. Roku 1881 vyhrál první americký kůň – Iroquis s Fredem Archerem. Nejvíce vítězství v tomto derby získal Lester Piggott. V letech 1954–1983 zvítězil celkem devětkrát.

## Nejznámější derby ve světě
- Epsom Derby – Velká Británie
- Kentucky Derby – USA
- Australian Derby – Austrálie
- Irish Derby – Irsko
- Prix du Jockey Club – Francie
- Derby Italiano – Itálie